# 精靈皇后
精靈皇后據說是眾精靈之主，她的名字和身分有許多不同說法。在英語圈中，由於莎士比亞的作品《仲夏夜之夢》和《羅密歐與茱麗葉》的影響，她往往被稱作提泰妮婭仙后（Titania）或麥布仙后（Mab）。在愛爾蘭民俗傳說中，她是道陰山丘（Daoine Sidhe）之王芬瓦拉（Finvarra）的皇后烏娜（Oona, Oonagh, Una, 或Uonaidh）。在北英格蘭和蘇格蘭低地區的民謠中，她則被稱作艾爾藩之后（Quene of Elphame，意即精靈國之后）。
在《柴爾德民謠》中，〈譚林〉（Tam Lin）和〈詩人湯瑪斯〉（Thomas the Rhymer）這兩篇民謠將精靈皇后的形象描寫得既美麗又可怕，既魅惑又致命。據說精靈皇后每七年必須向地獄獻供一次，供品通常是從她的凡人愛人中挑選。